# Tiri (Zangilan)
Tiri est un village de la région de Zangilan en Azerbaïdjan.

## Histoire
En 1993-2020, Tiri était sous le contrôle des forces armées arméniennes. Le 22 octobre  2020, le village de Tiri a été restitué sous le contrôle de l'Azerbaïdjan.